# Nuoto ai campionati europei di nuoto 2018 - 400 metri misti maschili
La gara dei 400 metri misti maschili degli Europei 2018 si è svolta il 9 agosto 2018. Al mattino si sono svolte le batterie, mentre la finale si è disputata nel pomeriggio.

## Podio
| Pos.    | Atleta          | Nazione     |
| ------- | --------------- | ----------- |
| Oro     | Dávid Verrasztó | Ungheria    |
| Argento | Max Litchfield  | Regno Unito |
| Bronzo  | Joan Lluís Pons | Spagna      |

## Record
Prima della manifestazione il record del mondo (RM), il record europeo (EU) e il record dei campionati (RC) erano i seguenti:
|  | 4'03"84 | Michael Phelps | 10 agosto 2008 Pechino  |
|  | 4'06"16 | László Cseh    | 10 agosto 2008 Pechino  |
|  | 4'09"59 | László Cseh    | 24 marzo 2008 Eindhoven |

Durante la competizione non sono stati migliorati record.

## Risultati

### Batterie
| Pos. | Batteria | Corsia | Atleta               | Nazionalità   | Tempo   | Note |
| ---- | -------- | ------ | -------------------- | ------------- | ------- | ---- |
| 1    | 4        | 4      | Dávid Verrasztó      | Ungheria      | 4'14"18 | Q    |
| 2    | 3        | 4      | Max Litchfield       | Regno Unito   | 4'14"91 | Q    |
| 3    | 2        | 5      | Maksym Shemberev     | Azerbaigian   | 4'15"33 | Q    |
| 4    | 2        | 4      | João Vital           | Portogallo    | 4'15"87 | Q    |
| 5    | 3        | 2      | Johannes Hintze      | Germania      | 4'16"18 | Q    |
| 6    | 4        | 3      | Joan Lluís Pons      | Spagna        | 4'17"01 | Q    |
| 7    | 4        | 1      | Maxim Stupin         | Russia        | 4'17"60 | Q    |
| 8    | 3        | 6      | Jacob Heidtmann      | Germania      | 4'17"77 | Q    |
| 9    | 4        | 2      | Richard Nagy         | Slovacchia    | 4'18"58 |      |
| 10   | 3        | 3      | Gergely Gyurta       | Ungheria      | 4'18"64 |      |
| 11   | 3        | 5      | Mark Szaranek        | Regno Unito   | 4'19"34 |      |
| 12   | 4        | 7      | Federico Turrini     | Italia        | 4'19"74 |      |
| 13   | 4        | 9      | Anton Ipsen          | Danimarca     | 4'19"89 |      |
| 14   | 3        | 9      | Arjan Knipping       | Paesi Bassi   | 4'19"91 |      |
| 15   | 4        | 0      | Thomas Dean          | Regno Unito   | 4'20"32 |      |
| 16   | 4        | 8      | Apostolos Papastamos | Grecia        | 4'20"43 |      |
| 17   | 4        | 5      | Jérémy Desplanches   | Svizzera      | 4'20"89 |      |
| 18   | 3        | 0      | Adam Paulsson        | Svezia        | 4'21"34 |      |
| 19   | 2        | 9      | Gabriel Lópes        | Portogallo    | 4'21"57 |      |
| 20   | 2        | 2      | Christoph Meier      | Liechtenstein | 4'21"69 |      |
| 21   | 4        | 6      | Patrick Staber       | Austria       | 4'22"48 |      |
| 22   | 2        | 7      | Tomás Veloso         | Portogallo    | 4'22"57 |      |
| 23   | 3        | 8      | Dawid Szwedzki       | Polonia       | 4'23"69 |      |
| 24   | 2        | 6      | Etay Gurevich        | Israele       | 4'25"31 |      |
| 25   | 2        | 1      | Semen Makovich       | Russia        | 4'25"88 |      |
| 26   | 2        | 8      | Samet Alkan          | Turchia       | 4'27"57 |      |
| 27   | 1        | 4      | Alpkan Örnek         | Turchia       | 4'27"71 |      |
| 28   | 2        | 0      | Filip Chrápavý       | Rep. Ceca     | 4'29"48 |      |
| 29   | 1        | 5      | Alvi Hjelm           | Fær Øer       | 4'30"47 |      |
| 30   | 1        | 2      | Thomas Wareing       | Malta         | 4'44"13 |      |
|      | 1        | 3      | Batuhan Hakan        | Turchia       | dns     |      |
|      | 1        | 6      | Armin Lelle          | Estonia       | dns     |      |
|      | 1        | 7      | Metin Aydın          | Turchia       | dns     |      |
|      | 1        | 3      | Brodie Williams      | Regno Unito   | dns     |      |
|      | 1        | 1      | Alexis Santos        | Portogallo    | dns     |      |
|      | 1        | 7      | Balázs Holló         | Ungheria      | dns     |      |

### Finale
| Pos. | Corsia | Atleta           | Nazionalità | Tempo   | Note |
| ---- | ------ | ---------------- | ----------- | ------- | ---- |
|      | 4      | Dávid Verrasztó  | Ungheria    | 4'10"65 |      |
|      | 5      | Max Litchfield   | Regno Unito | 4'11"00 |      |
|      | 7      | Joan Lluís Pons  | Spagna      | 4'14"26 |      |
| 4    | 2      | Johannes Hintze  | Germania    | 4'14"73 |      |
| 5    | 3      | Maksym Shemberev | Azerbaigian | 4'14"77 |      |
| 6    | 8      | Jacob Heidtmann  | Germania    | 4'16"29 |      |
| 7    | 1      | Maxim Stupin     | Russia      | 4'18"41 |      |
| 8    | 6      | João Vital       | Portogallo  | 4'19"79 |      |